# Ermenonville
Cet article possède des paronymes, voir Ermenouville et Yermenonville.
Ermenonville est une commune française située dans le département de l'Oise, en région Hauts-de-France (ex région Picardie avant le 1er janvier 2016).

## Géographie

### Situation

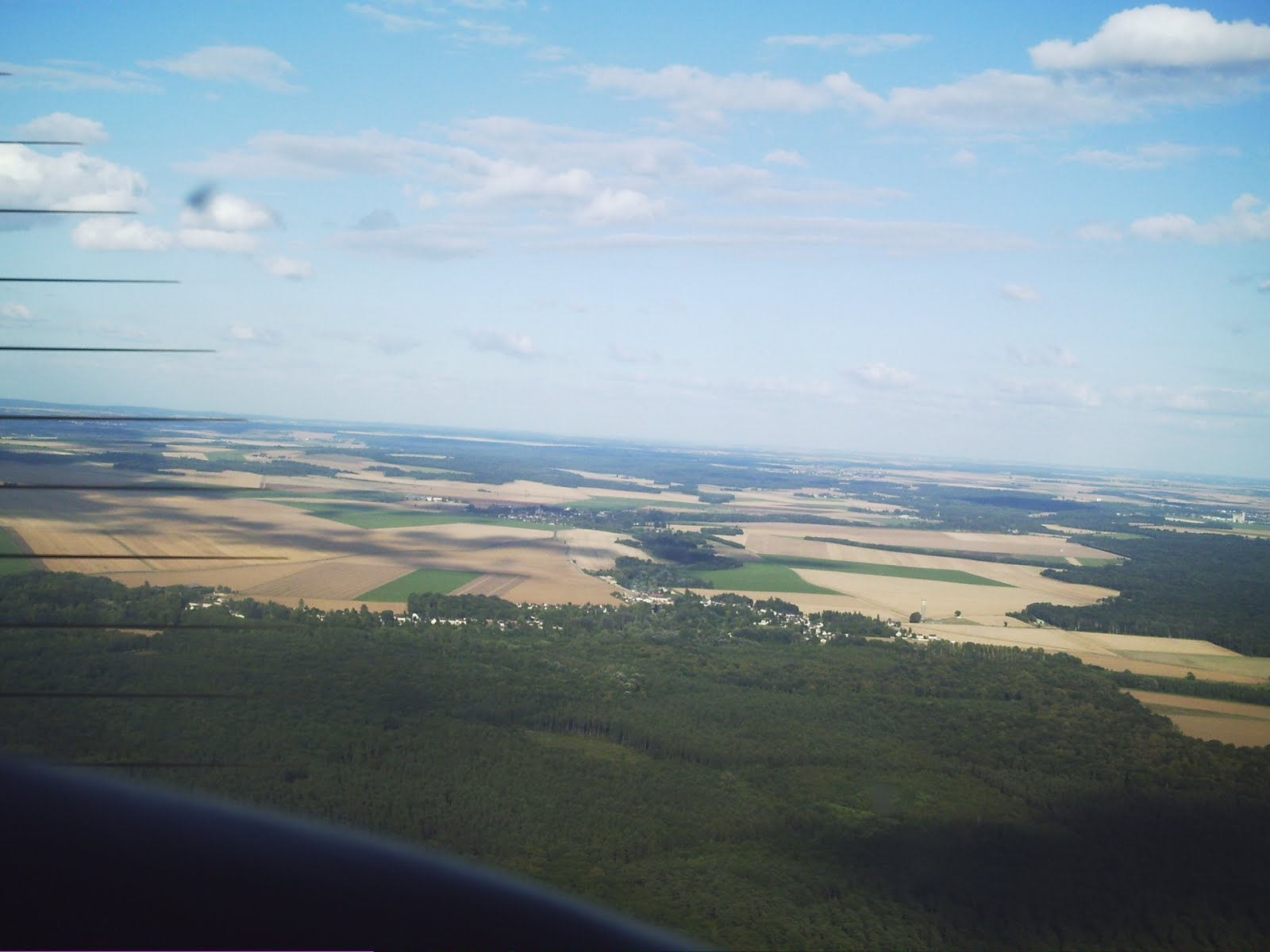
Prise de vue aérienne du village d'Ermenonville avec la forêt du même nom.

Le village se situe au sud-est de la forêt d'Ermenonville et à la limite de la plaine agricole du Valois, à 13 km de Senlis et à 40 km au nord - nord-est de Paris.

### Communes limitrophes
Bien que le territoire communal d'Ermenonville dépasse la moyenne d'une commune française avec 16,49 km², la commune ne compte que cinq communes limitrophes. En effet, la commune de Fontaine-Chaalis, la troisième de l'Oise de par sa superficie, côtoie Ermenonville sur presque la moitié de sa circonférence, qui est de 25,5 km environ. Ainsi, le bois de Perthes à l'est du village est entièrement situé en dehors du territoire communal. Par contre, un peu plus à l'est, Ermenonville arrive jusque devant les premières maisons de Montagny-Sainte-Félicité, et l'aérodrome du Plessis-Belleville au sud-est se situe pour moitié sur le territoire d'Ermenonville (dont l'ensemble des bâtiments). En forêt d'Ermenonville, les limites administratives correspondent toujours au découpage des parcelles forestières.
|  | Fontaine-Chaalis     |                          |
|  | Ermenonville         | Montagny-Sainte-Félicité |
|  | Ver-sur-Launette Ève | Le Plessis-Belleville    |

### Géologie et relief
C'est à l'endroit où la Launette quitte le territoire communal, près de l'abbaye de Chaalis, que se situe le point le plus bas d'Ermenonville, à 71 m au-dessus du niveau de la mer, et au poteau d'Ermenonville, dans la forêt, que se trouve le point le plus élevé, avec 123 m. Toutefois, sur le plateau agricole au sud-est, plusieurs endroits atteignent une altitude de 118 m et 119 m.
Globalement, le relief de la commune est peu varié et souvent plat, mais l'on distingue clairement les dépressions de la vallée de la Launette et de deux ruisseaux temporaires adjacents (au sud du bois de Perthe et au sud-est du parc Jean-Jacques-Rousseau). L'église d'Ermenonville a été bâtie sur une butte, perceptible notamment depuis l'ouest et le nord.

### Hydrographie

#### Réseau hydrographique
La commune est située dans le bassin Seine-Normandie. Elle est drainée par la Launette et un autre petit cours d'eau,.
La Launette, d'une longueur de 16 km, prend sa source dans la commune de Marchémoret et se jette  dans la Nonette à Fontaine-Chaalis, après avoir traversé sept communes. Les caractéristiques hydrologiques de la Launette sont données par la station hydrologique située sur la commune de Ver-sur-Launette. Le débit moyen mensuel est de 0,122 m3/s. Le débit moyen journalier maximum est de 2,52 m3/s, atteint lors de la crue du 22 janvier 1995. Le débit instantané maximal est quant à lui de 5,62 m3/s, atteint le 6 juin 2018. 
Malgré sa modestie, son rôle est primordial pour le remplissage des pièces d'eau du parc d'Ermenonville : le « Gouffre » et le « Petit étang » au parc Jean-Jacques-Rousseau, la « Grande rivière » au parc nord, et même l' « étang du Désert » sont alimentés par la Launette.

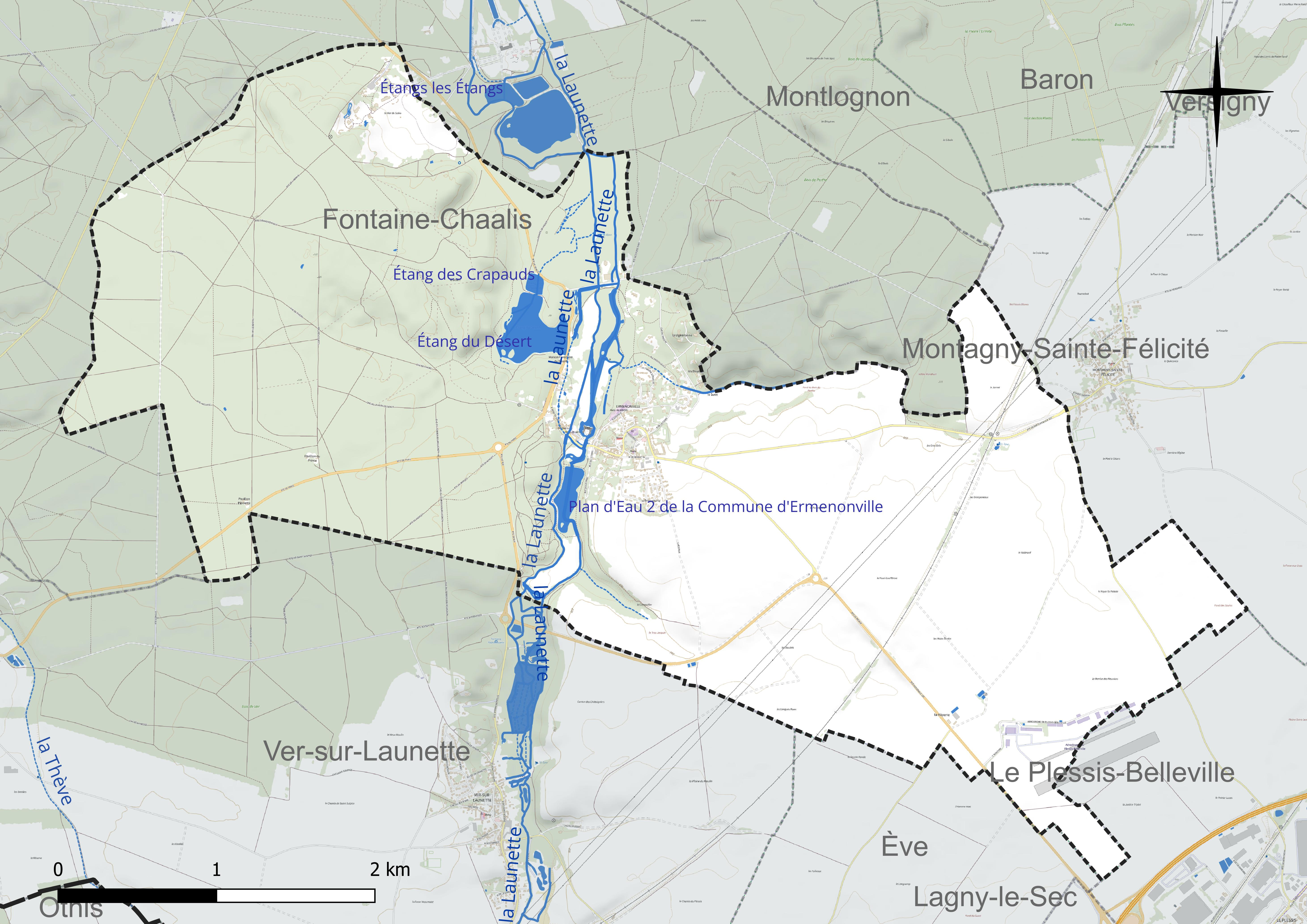
Réseau hydrographique d'Ermenonville.

Cinq plans d'eau complètent le réseau hydrographique : le Gouffre (0,3 ha), le plan d'eau 1 de la commune d'Ermenonville (4,5 ha), le plan d'eau 2 de la commune d'Ermenonville (4,2 ha), l'étang des Crapauds (1,2 ha) et l'étang du Désert (11,5 ha),.

#### Gestion et qualité des eaux
Le territoire communal est couvert par le schéma d'aménagement et de gestion des eaux (SAGE) « Sensée ». Ce document de planification concerne un territoire de 413 km2 de superficie, délimité par le bassin versant de la Nonette et de ses deux principaux affluents, la Launette et l'Aunette. Le périmètre a été arrêté le 3 avril 1998 et le SAGE proprement dit a été approuvé le 28 juin 2006, puis révisé le 15 décembre 2015. La structure porteuse de l'élaboration et de la mise en œuvre est le syndicat Interdépartemental du SAGE de la Nonette.
La qualité des cours d'eau peut être consultée sur un site dédié géré par les agences de l'eau et l'Agence française pour la biodiversité.

### Climat
Pour des articles plus généraux, voir Climat des Hauts-de-France et Climat de l'Oise.
En 2010, le climat de la commune est de type climat océanique dégradé des plaines du Centre et du Nord, selon une étude du CNRS s'appuyant sur une série de données couvrant la période 1971-2000. En 2020, Météo-France publie une typologie des climats de la France métropolitaine dans laquelle la commune est exposée à un climat océanique altéré et est dans la région climatique Nord-est du bassin Parisien, caractérisée par un ensoleillement médiocre, une pluviométrie moyenne régulièrement répartie au cours de l'année et un hiver froid (3 °C).
Pour la période 1971-2000, la température annuelle moyenne est de 10,7 °C, avec une amplitude thermique annuelle de 14,7 °C. Le cumul annuel moyen de précipitations est de 716 mm, avec 10,9 jours de précipitations en janvier et 8,4 jours en juillet. Pour la période 1991-2020, la température moyenne annuelle observée sur la station météorologique la plus proche, située sur la commune du Plessis-Belleville à 5 km à vol d'oiseau, est de 11,4 °C et le cumul annuel moyen de précipitations est de 661,7 mm,. Pour l'avenir, les paramètres climatiques de la commune estimés pour 2050 selon différents scénarios d'émission de gaz à effet de serre sont consultables sur un site dédié publié par Météo-France en novembre 2022.
| Mois                                  | jan.           | fév.           | mars           | avril         | mai           | juin          | jui.          | août          | sep.          | oct.          | nov.          | déc.          | année      |
| ------------------------------------- | -------------- | -------------- | -------------- | ------------- | ------------- | ------------- | ------------- | ------------- | ------------- | ------------- | ------------- | ------------- | ---------- |
| Température minimale moyenne (°C)     | 1,6            | 1,9            | 3              | 5,3           | 8,4           | 11,5          | 13,1          | 12,9          | 10,3          | 8,2           | 4,9           | 2,2           | 6,9        |
| Température moyenne (°C)              | 4              | 5              | 7,3            | 10,8          | 13,7          | 17,3          | 19,5          | 18,9          | 15,9          | 12,2          | 7,8           | 4,6           | 11,4       |
| Température maximale moyenne (°C)     | 6,4            | 8              | 11,5           | 16,4          | 19            | 23            | 25,8          | 24,9          | 21,5          | 16,2          | 10,6          | 7             | 15,9       |
| Record de froid (°C) date du record   | −14,1 10.01.09 | −11,9 07.02.12 | −11,2 13.03.13 | −3,9 07.04.21 | −0,7 06.05.19 | 2,9 01.06.06  | 3,8 31.07.15  | 5,1 26.08.18  | −0,3 30.09.18 | −5,7 28.10.03 | −5,7 30.11.10 | −8,7 19.12.09 | −14,1 2009 |
| Record de chaleur (°C) date du record | 15,5 09.01.15  | 19,4 27.02.19  | 23,8 31.03.21  | 29,1 20.04.18 | 31,4 27.05.17 | 35,5 18.06.22 | 42,2 25.07.19 | 40,1 06.08.03 | 34,9 09.09.23 | 28,3 01.10.11 | 21,7 08.11.15 | 16,6 17.12.15 | 42,2 2019  |
| Précipitations (mm)                   | 56,2           | 49,8           | 48,8           | 36,2          | 74,2          | 63,4          | 53,2          | 60,3          | 46            | 53,5          | 52,6          | 67,5          | 661,7      |

### Milieux naturels et biodiversité

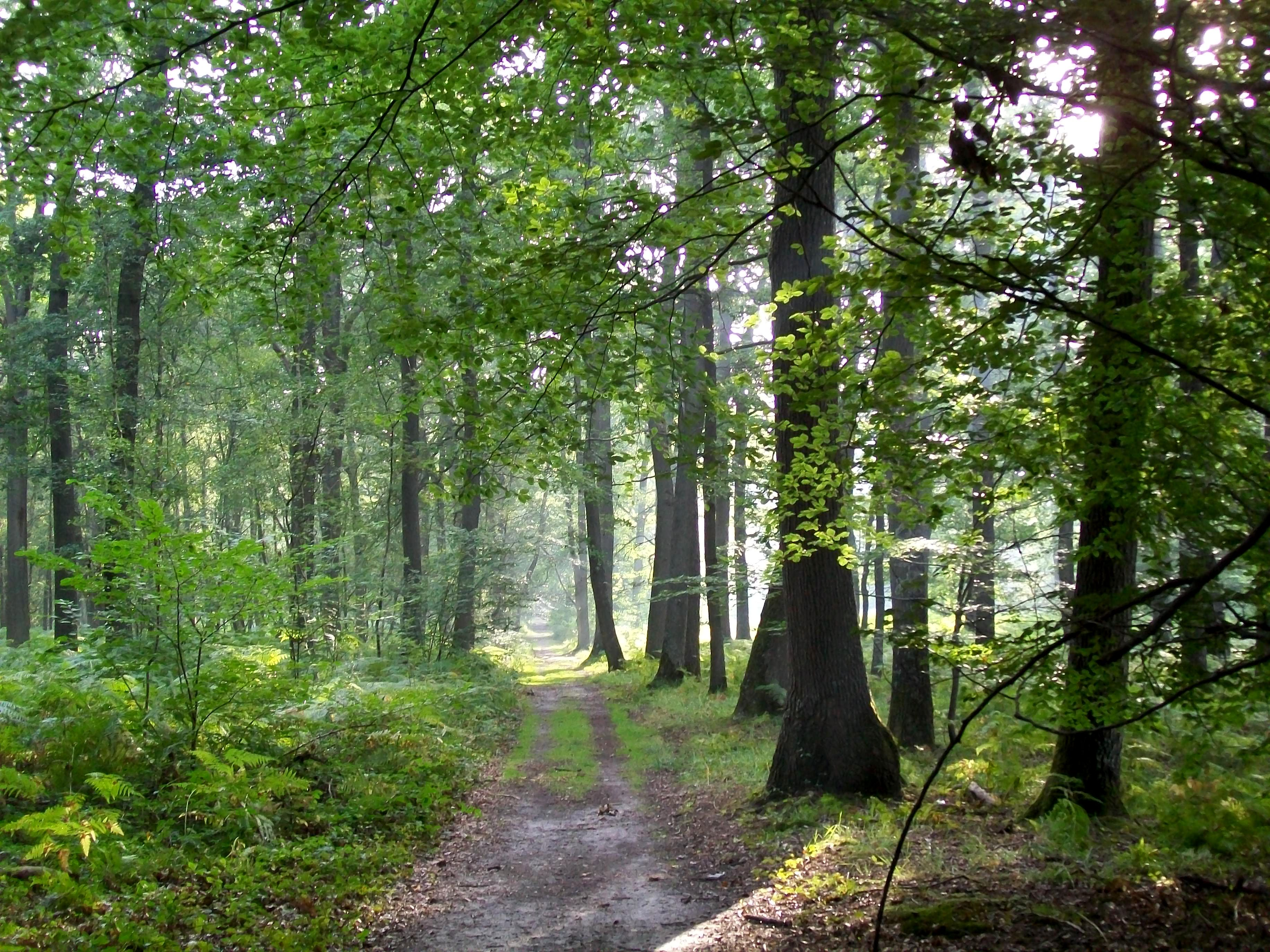
La route du Carreau dans la forêt d'Ermenonville.

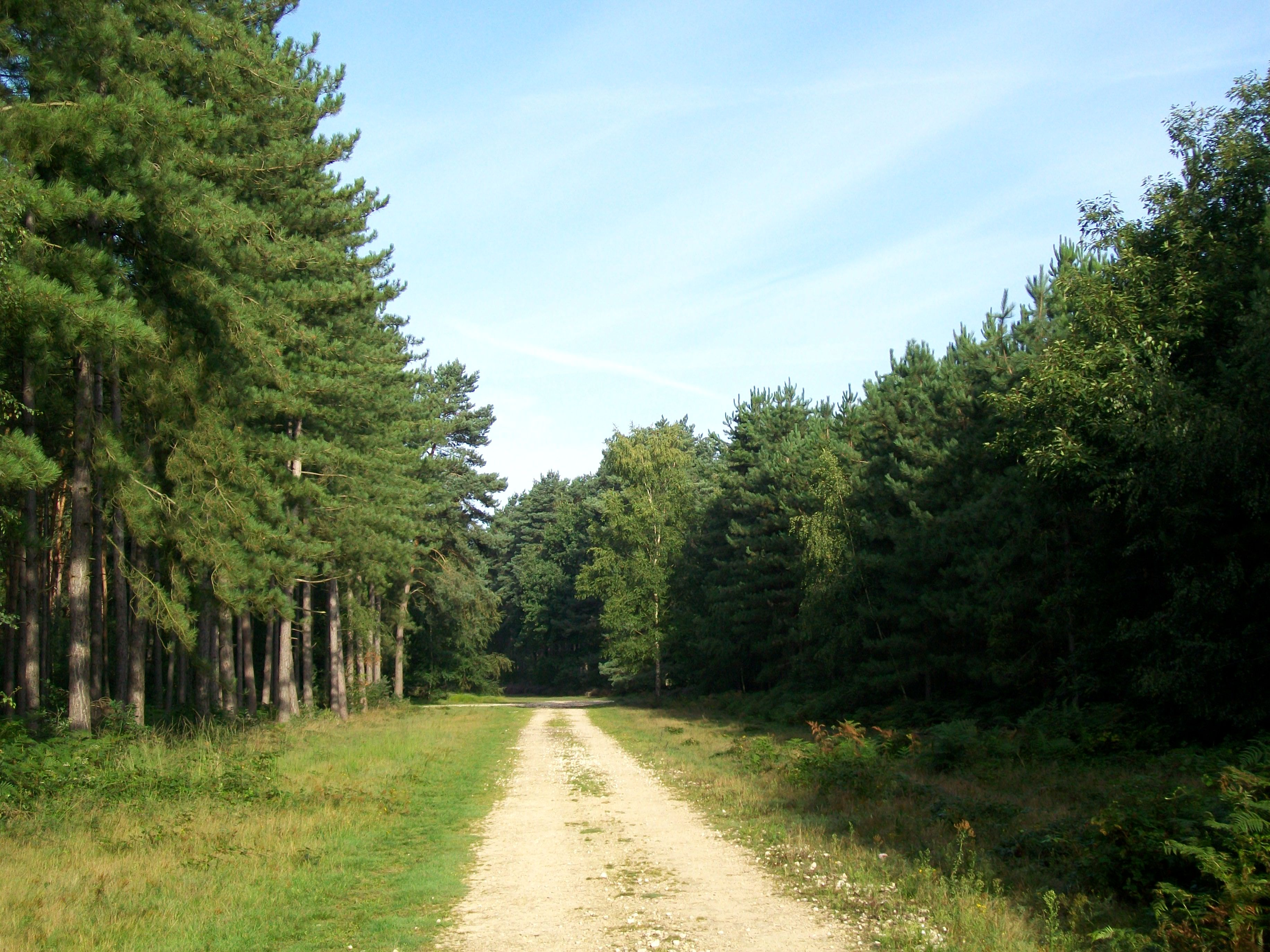
Le chemin de la Mare des Eaux à l'ouest d'Ermenonville.

Ermenonville est intégré dans le parc naturel régional Oise-Pays de France pour la totalité de son territoire.
La forêt d'Ermenonville appartient à la région forestière Valois et Vieille France, telle que définie par l'Inventaire forestier national, ainsi qu'à la sylvoécorégion (SER) définie par l'IFN du « Bassin parisien tertiaire ». 
La forêt d'Ermenonville s'étend au nord jusqu'à la vallée de la Nonette, à l'ouest jusqu'à la forêt de Chantilly (dont elle est séparée par l'autoroute du Nord), au sud jusqu'à la vallée de la Thève, le parc de Vallière à Mortefontaine et le village d'Ermenonville et à l'est jusqu'au plateau du Valois. 
La forêt domaniale couvre huit communes sur 3 319 hectares : Mont-L'Évêque, Borest, Fontaine-Chaalis, Montlognon, Baron, Ermenonville, Ver-sur-Launette et Mortefontaine. Elle est constituée d'une partie centrale, à l'ouest de la N 330, et de deux autres bois périphériques à l'est de cet axe de communication : les bois de Perthe au sud et de Montlognon au nord. Un certain nombre de bois de grande taille prolongent la forêt domaniale formant ainsi un massif d'environ 6 500 ha. 
La forêt de Chaalis, située au milieu de la forêt domaniale appartient au domaine de l'abbaye de Chaalis, propriété de l'Institut de France (600 hectares). La forêt occupe un territoire vallonné, variant entre 70 et 123 m d'altitude au carrefour d'Ermenonville. Le sol de la forêt est presque exclusivement couvert de sables, avec quelques couches de grès et calcaires. Les grès forment par endroits des tables modelées par l'érosion, voire des chaos rocheux à l'image de ceux que l'on peut trouver en forêt de Fontainebleau. Les plus importants sont la Pierre Sorcière (dans le bois de Perthe, parcelle 245), les Bruyères de Frais Vent (dans le bois de Montlognon, parcelles 51-52) et les grès Sainte-Marguerite (parcelle 166),.
La ZNIEFF type 1 n° national 220014323 « Massif forestier de Chantilly / Ermenonville » protège les parties boisées et couvertes de landes du territoire communal à l'ouest. La ZNIEFF inclut le secteur sud du parc d'attractions « La Mer de sable », mais non le secteur nord où se concentrent les attractions.
Le territoire de la ZNIEFF constitue en même temps un élément du site naturel classé « Forêts d'Ermenonville, de Pontarmé, de Haute Pommeraie, clairière et butte de Saint-Christophe » (classement par décret du 28 août 1998). En outre, cette ZNIEFF ainsi que l'ensemble de la commune d'Ermenonville entrent dans le vaste site inscrit de la vallée de la Nonette (inscription par décret du 6 février 1970). Ce site inscrit a préfiguré le parc naturel régional, son découpage étant à peu près identique avec la partie du parc située dans l'Oise. S'y superpose un deuxième site inscrit d'origine plus ancienne, dénommé « Domaine d'Ermenonville » (inscription par décret du 22 février 1938). Ce site exclut curieusement une partie du parc d'Ermenonville, le parc ouest appelé « le Désert » ; en même temps, il englobe une petite partie de la forêt d'Ermenonville.

## Urbanisme

### Typologie
Au 1er janvier 2024, Ermenonville est catégorisée bourg rural, selon la nouvelle grille communale de densité à sept niveaux définie par l'Insee en 2022.
Elle est située hors unité urbaine. Par ailleurs la commune fait partie de l'aire d'attraction de Paris, dont elle est une commune de la couronne,.

### Occupation des sols
L'occupation des sols de la commune, telle qu'elle ressort de la base de données européenne d'occupation biophysique des sols Corine Land Cover (CLC), est marquée par l'importance des forêts et milieux semi-naturels (50 % en 2018), une proportion sensiblement équivalente à celle de 1990 (49,6 %). La répartition détaillée en 2018 est la suivante : 
forêts (49,7 %), terres arables (43 %), espaces verts artificialisés, non agricoles (3,8 %), zones urbanisées (3,3 %), milieux à végétation arbustive et/ou herbacée (0,2 %). L'évolution de l'occupation des sols de la commune et de ses infrastructures peut être observée sur les différentes représentations cartographiques du territoire : la carte de Cassini (XVIIIe siècle), la carte d'état-major (1820-1866) et les cartes ou photos aériennes de l'IGN pour la période actuelle (1950 à aujourd'hui).

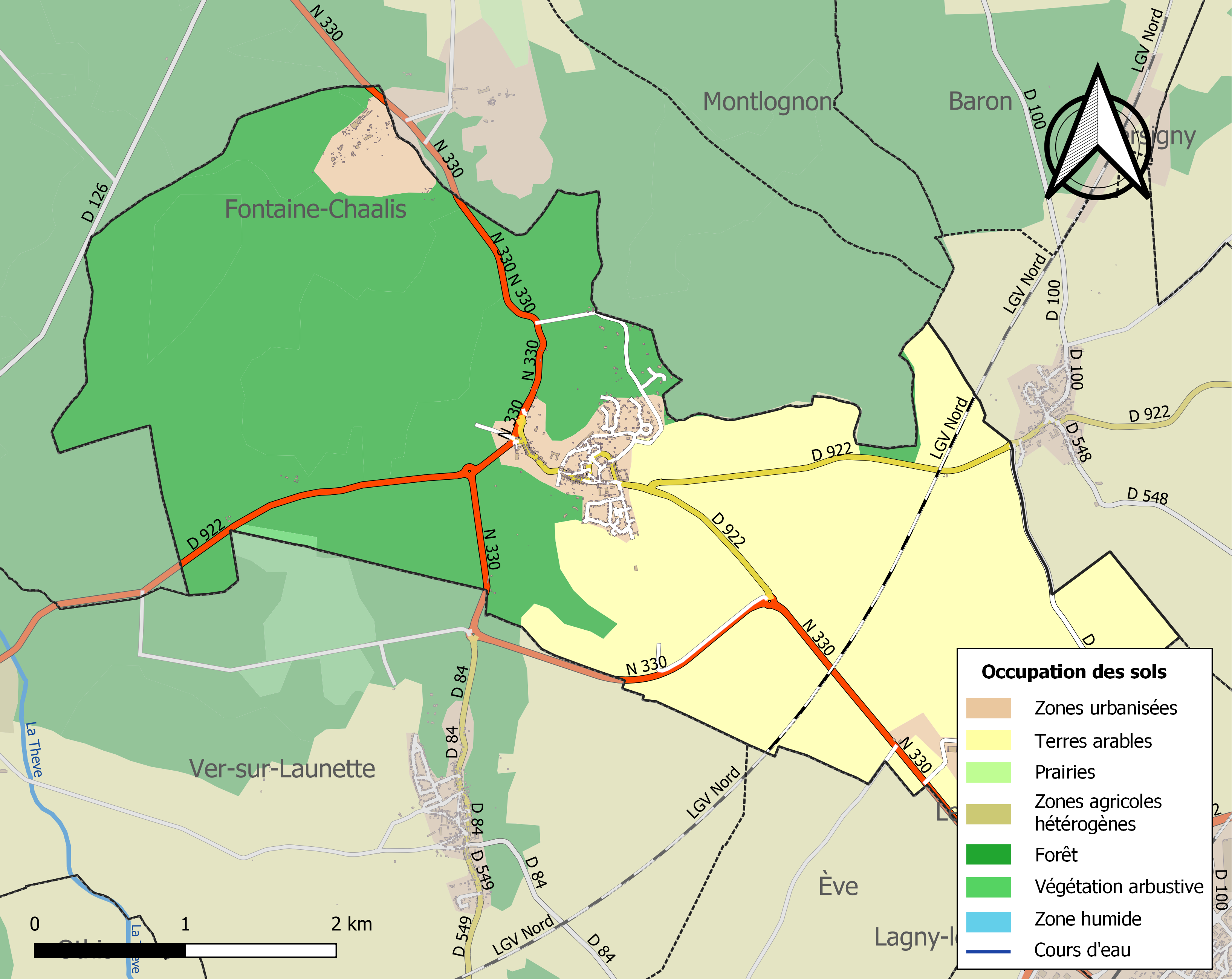
Carte des infrastructures et de l'occupation des sols de la commune en 2018 (CLC).

### Morphologie urbaine
Le paysage bâti au centre du village prend l'aspect d'un bourg campagnard, mais ne subsistent aujourd'hui qu'un commerce de proximité, une boulangerie-pâtisserie, sans compter les quatre établissements de restauration. Toutefois, la commune compte au total environ 125 entreprises, commerces, artisans.

### Habitat et logement
En 2019, le nombre total de logements dans la commune était de 420, alors qu'il était de 402 en 2014 et de 380 en 2009.
Parmi ces logements, 83,9 % étaient des résidences principales, 5 % des résidences secondaires et 11,1 % des logements vacants. Ces logements étaient pour 81,2 % d'entre eux des maisons individuelles et pour 18,3 % des appartements.
Le tableau ci-dessous présente la typologie des logements à Ermenonville en 2019 en comparaison avec celle de l'Oise et de la France entière. Une caractéristique marquante du parc de logements est ainsi une proportion de résidences secondaires et logements occasionnels (5 %) supérieure à celle du département (2,4 %) et à celle de la France entière (9,7 %). Concernant le statut d'occupation de ces logements, 69,7 % des habitants de la commune sont propriétaires de leur logement (68,2 % en 2014), contre 61,4 % pour l'Oise et 57,5 pour la France entière.
| Typologie                                               | Ermenonville | Oise | France entière |
| ------------------------------------------------------- | ------------ | ---- | -------------- |
| Résidences principales (en %)                           | 83,9         | 90,4 | 82,1           |
| Résidences secondaires et logements occasionnels (en %) | 5            | 2,4  | 9,7            |
| Logements vacants (en %)                                | 11,1         | 7,1  | 8,2            |

### Voies de communication et transports
Ermenonville est accessible par l'autoroute du Nord via l'échangeur n° 07 « Chantilly, Survilliers, Ermenonville, Fosses » à Saint-Witz, au sud-ouest, éloigné de 13 km, et les RD 922 et 126.
La RN 330 Creil - Meaux passe directement par Ermenonville, mais le village a bénéficié d'une déviation par le sud et par l'ouest. La RN 330 permet de rejoindre la RN 2 au Plessis-Belleville à 4,5 km au sud-est.
Un autre axe routier d'importance régionale est la RD 922, qui, dans un sens est-ouest, relie Mareuil-sur-Ourcq et Nanteuil-le-Haudouin à Beaumont-sur-Oise et Luzarches. Cette route dessert directement le centre d'Ermenonville.
Les gares les plus proches sont celle du Plessis-Belleville éloignée de près de 6 km du village, et celle de Nanteuil-le-Haudouin éloignée de 9 km environ. Ces deux gares sont situées sur la ligne Paris Nord - Crépy-en-Valois - Laon (ligne K du Transilien et TER Hauts-de-France). La LGV Nord passe à 1,7 km au sud-est du village.
La commune est desservie, en 2023, par les lignes 636, 6214, 6403, 6411 et 6448 du réseau interurbain de l'Oise.
Un diverticule du GR 1 partant du hameau de Loisy à l'ouest arrive à Ermenonville depuis l'ouest, en provenance de la forêt de Chantilly et de la gare d'Orry-la-Ville - Coye. Le sentier s'arrête toutefois au rond-point sur la RN 330, obligeant le randonneur de marcher les dernières centaines de mètres sur la plate-bande de la route. Une alternative est le chemin de la Mare-des-Eaux, un peu plus au nord, qui évite ce passage peu agréable. - L'itinéraire principal du GR 1 contourne Ermenonville, au nord de la mer de sable. Finalement, il est important de signaler que tout le secteur de la forêt d'Ermenonville entre le chemin de la Mare-des-Eaux au sud et le GR 1 au nord, appartenant à l'Institut de France, est interdit d'accès. De ce fait, aucune liaison piétonne entre le massif principal et le massif annexe du bois de Perthe sans passer par le centre d'Ermenonville ou par Montlognon n'est possible.

## Toponymie
Irminon villa (attesté au Xe siècle), composé du nom d'homme d'origine germanique  Irmin(o)(n) ou Ermin(o) + villa, qui désigne un domaine rural.
Pendant la Révolution, la commune d'Ermenonville est temporairement renommée « Jean-Jacques-Rousseau ».
Ses habitants sont appelés les Ermenonvillois.

## Histoire

### Préhistoire
Les environs d'Ermenonville sont habités depuis le néolithique.
L'allée couverte d'Ermenonville est fouillée par René Verneau en 1898.

### Moyen Âge
Au VIIe siècle, Ermenonville fait partie des domaines des seigneurs de Chantilly, les Bouteiller.
En 987, à l'époque d'Hugues Capet, le château d'Ermenonville est construit sur la villa d'Irminon, par l'évêque de Senlis. En 1351 Robert de Lorris en fait l'acquisition. En 1402, Michel de Laillier est seigneur d'Ermenonville et du Vivier les Aubervilliers.

### Temps modernes

#### La vicomté d'Ermenonville,XVIIesiècle
En 1590, Ermenonville appartient à Dominique de Vic (1551-1610), seigneur de Mareil-sur-Mauldre et Montainville, militaire compagnon d'armes fidèle de Henri IV, récompensé par le roi qui érige Ermenonville en vicomté ; Méry de Vic, deuxième vicomte; Gédéon de Vic, troisième vicomte; Dominique II de Vic quatrième vicomte.

#### XVIIIesiècle
La vicomté est vendue à René Hatte, financier du roi Louis XV, en 1754. Son gendre René-Louis de Girardin en hérite en 1763. Il aménage le parc, qui n'était qu'un marais, en suivant les idées de Jean-Jacques Rousseau dans La nouvelle Héloïse dont la lecture l'avait fortement marqué. L'écrivain réside à Ermenonville les dernières semaines de sa vie et est inhumé dans l'Île des Peupliers dans un tombeau dessiné par Hubert Robert. La présence de Rousseau à Ermenonville attirera des touristes tels que la reine Marie-Antoinette, le roi de Suède Gustave III, Benjamin Franklin, Robespierre, Mirabeau, Danton, Saint-Just, Camille Desmoulins et enfin Napoléon Bonaparte, alors premier consul.

### Révolution française et Empire
En 1794, un décret impose le transfert des cendres de Rousseau au Panthéon.

### Époque contemporaine
En 1880, le prince Radziwill[Lequel ?] acquiert Ermenonville. Il fait disparaître la maison de Rousseau ainsi que la tour Gabrielle où Henri IV et Gabrielle d'Estrées avaient l'habitude de se rencontrer. Une grande partie du domaine est par la suite achetée par Nélie Jacquemart-André qui en fait don à l'Institut de France en 1902. Le château appartient un temps à Bugatti qui y effectue des recherches mécaniques.
Le 2 septembre 1914, une avant-garde de 4 bataillons de la 3. Infanterie-Division traverse la forêt d'Ermenonville et se glisse, à la tombée de la nuit, dans le parc du château de Vallière, ou ils rencontrent l'arrière-garde de la 56e division de réserve, composée du 354e régiment d'infanterie et du 69e bataillon de chasseurs à pied. Après la prise du village de Mortefontaine, les Poméraniens des 2e et 9e grenadiers déplorent la perte deux tués et trente blessés. Le « combat de Mortefontaine » est considéré comme le combat le plus proche de Paris et le « point extrême de l'avance ennemie ». 

Un petit monument, adossé au château de Vallière, honore la mémoire de trois soldats morts du 354e régiment d'infanterie pour la France le 2 septembre 1914 : Maximilien Delion, Édouard Flamand, André Sardat.
En 1963, Jean Richard, inaugure le premier parc d'attractions à thème français, La Mer de sable, profitant d'une zone où la terre de bruyère retirée pour alimenter le marché parisien a laissé place à une grande étendue sablonneuse, qui lui permet de créer à quelques pas de Paris des décors du far west américain.
Le 3 mars 1974, un DC-10 de la compagnie Turkish Airlines reliant l'Aéroport Atatürk d'Istanbul à l'aéroport de Londres-Heathrow, s'écrase dans la forêt d'Ermenonville.
Au XXIe siècle, une vingtaine d'habitants d'Ermenonville travaillent pour Air France (l'aéroport de Aéroport Paris-Charles-de-Gaulle est proche) en 2009, et lorsque survient la disparition du vol 447 Air France le 1er juin 2009, la première maire-adjointe faisait partie de l'équipage et deux conseillères municipales étaient passagers de l'appareil.

## Politique et administration

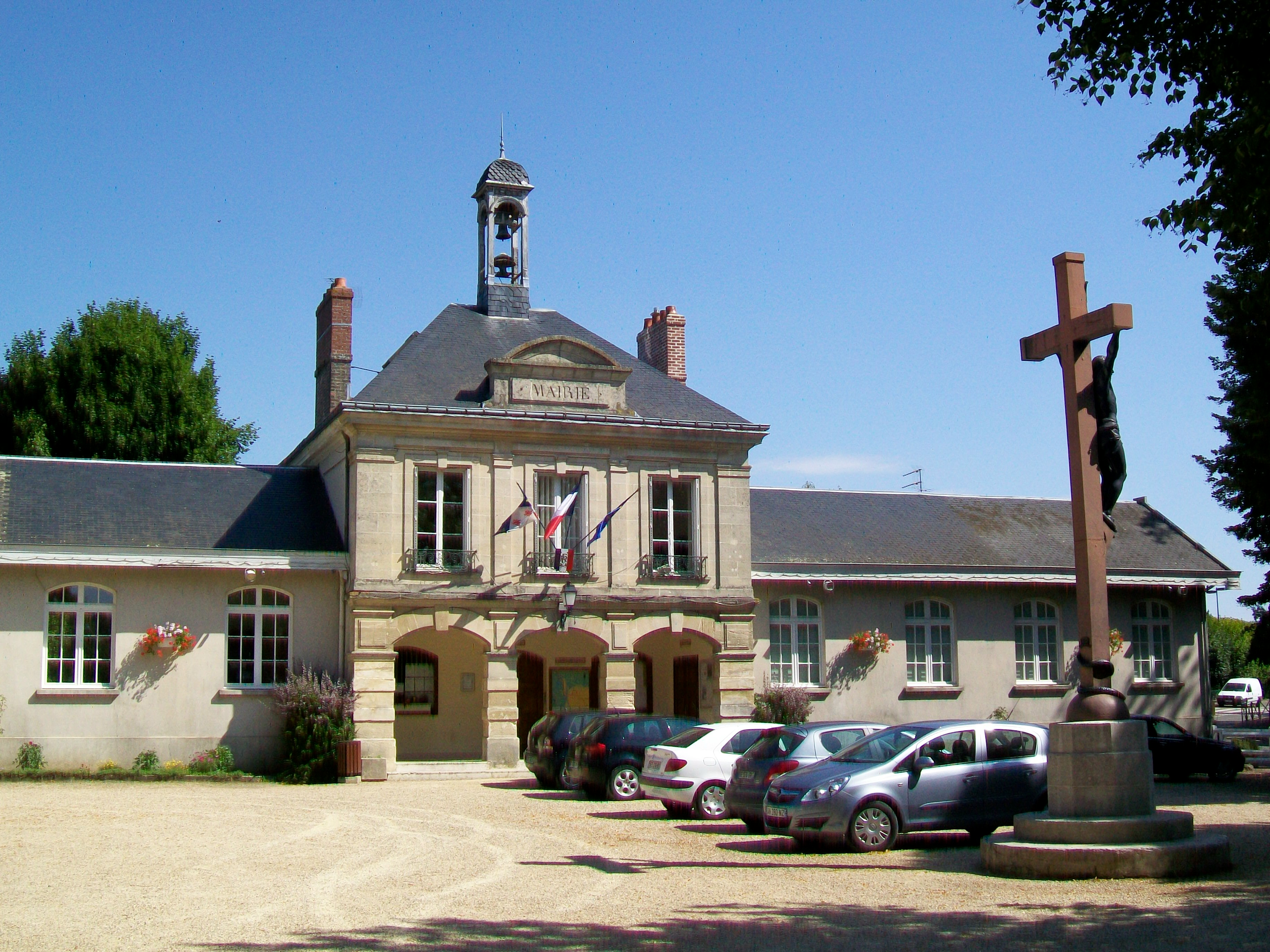
Mairie-école et calvaire.

### Rattachements administratifs et électoraux

#### Rattachements administratifs
La commune se trouve  dans l'arrondissement de Senlis du département de l'Oise.
Elle faisait partie depuis 1801 du canton de Nanteuil-le-Haudouin. Dans le cadre du redécoupage cantonal de 2014 en France, cette circonscription administrative territoriale a disparu, et le canton n'est plus qu'une circonscription électorale.

#### Rattachements électoraux
Pour les élections départementales, la commune est membre depuis 2014 d'un nouveau canton de Nanteuil-le-Haudouin
Pour l'élection des députés, elle fait partie de la quatrième circonscription de l'Oise.

### Intercommunalité
Ermenonville est membre de la communauté de communes du Pays de Valois, un établissement public de coopération intercommunale (EPCI) à fiscalité propre créé fin 1996 et auquel la commune a transféré un certain nombre de ses compétences, dans les conditions déterminées par le code général des collectivités territoriales.

### Liste des maires
| Période                                  | Période                   | Identité            | Étiquette | Qualité                                          |
| ---------------------------------------- | ------------------------- | ------------------- | --------- | ------------------------------------------------ |
| Les données manquantes sont à compléter. |                           |                     |           |                                                  |
| mars 1977                                | mars 1983                 | Jean Bouvier        |           |                                                  |
| Les données manquantes sont à compléter. |                           |                     |           |                                                  |
| mars 1989                                | mars 2001                 | André Guiraud       |           |                                                  |
| mars 2001                                | mars 2008                 | Josette Friez       |           | Cadre dans une multinationale de travaux publics |
| mars 2008                                | mai 2020                  | Alain Pétrement     |           |                                                  |
| mai 2020                                 | En cours (au 19 mai 2022) | Jean-Michel Cazères |           |                                                  |

## Population et société

### Démographie

#### Évolution démographique
L'évolution du nombre d'habitants est connue à travers les recensements de la population effectués dans la commune depuis 1793. Pour les communes de moins de 10 000 habitants, une enquête de recensement portant sur toute la population est réalisée tous les cinq ans, les populations de référence des années intermédiaires étant quant à elles estimées par interpolation ou extrapolation. Pour la commune, le premier recensement exhaustif entrant dans le cadre du nouveau dispositif a été réalisé en 2008.

En 2022, la commune comptait 927 habitants, en évolution de −8,13 % par rapport à 2016 (Oise : +0,87 %, France hors Mayotte : +2,11 %).
| 1793 | 1800 | 1806 | 1821 | 1831 | 1836 | 1841 | 1846 | 1851 |
| ---- | ---- | ---- | ---- | ---- | ---- | ---- | ---- | ---- |
| 477  | 491  | 475  | 508  | 488  | 508  | 455  | 450  | 440  |

| 1856 | 1861 | 1866 | 1872 | 1876 | 1881 | 1886 | 1891 | 1896 |
| ---- | ---- | ---- | ---- | ---- | ---- | ---- | ---- | ---- |
| 461  | 454  | 410  | 409  | 498  | 487  | 484  | 487  | 505  |

| 1901 | 1906 | 1911 | 1921 | 1926 | 1931 | 1936 | 1946 | 1954 |
| ---- | ---- | ---- | ---- | ---- | ---- | ---- | ---- | ---- |
| 498  | 485  | 520  | 470  | 545  | 525  | 477  | 435  | 441  |

| 1962 | 1968 | 1975 | 1982 | 1990 | 1999 | 2006 | 2008 | 2013  |
| ---- | ---- | ---- | ---- | ---- | ---- | ---- | ---- | ----- |
| 493  | 528  | 604  | 778  | 782  | 830  | 897  | 918  | 1 001 |

| 2018  | 2022 | - | - | - | - | - | - | - |
| ----- | ---- | - | - | - | - | - | - | - |
| 1 004 | 927  | - | - | - | - | - | - | - |

#### Pyramide des âges
La population de la commune est relativement jeune.
En 2018, le taux de personnes d'un âge inférieur à 30 ans s'élève à 33,4 %, soit en dessous de la moyenne départementale (37,3 %). À l'inverse, le taux de personnes d'âge supérieur à 60 ans est de 19,9 % la même année, alors qu'il est de 22,8 % au niveau départemental.
En 2018, la commune comptait 495 hommes pour 509 femmes, soit un taux de 50,7 % de femmes, légèrement inférieur au taux départemental (51,11 %).
Les pyramides des âges de la commune et du département s'établissent comme suit.
| Hommes | Classe d’âge | Femmes |
| ------ | ------------ | ------ |
| 1,0    | 90 ou +      | 3,3    |
| 4,0    | 75-89 ans    | 9,4    |
| 10,3   | 60-74 ans    | 11,4   |
| 27,5   | 45-59 ans    | 23,2   |
| 21,2   | 30-44 ans    | 21,6   |
| 17,4   | 15-29 ans    | 12,0   |
| 18,6   | 0-14 ans     | 19,1   |

| Hommes | Classe d’âge | Femmes |
| ------ | ------------ | ------ |
| 0,5    | 90 ou +      | 1,4    |
| 5,5    | 75-89 ans    | 7,6    |
| 15,6   | 60-74 ans    | 16,3   |
| 20,8   | 45-59 ans    | 20     |
| 19,4   | 30-44 ans    | 19,4   |
| 17,6   | 15-29 ans    | 16,2   |
| 20,6   | 0-14 ans     | 19,1   |

## Culture locale et patrimoine

### Lieux et monuments
Ermenonville compte quatre monuments historiques sur son territoire :
- Le parc Jean-Jacques-Rousseau, classé monument historique en 1939, complété en 1989[43].
 Il doit son nom au célèbre philosophe Jean-Jacques Rousseau qui y séjourne les six dernières semaines de sa vie et y meurt en 1778. 
Le parc devient alors un lieu de pèlerinage littéraire, faisant oublier l'importance historique du parc en tant que premier parc à l'anglaise sur le continent, créé entre 1766 et 1775 environ par le marquis René de Girardin avec la collaboration du paysagiste Jean-Marie Morel et du peintre Hubert Robert. Il s'inspire notamment du parc de Leasowes (en) de l'écrivain William Shenstone, tout en puisant certaines idées de la Nouvelle Héloïse, roman de Rousseau paru en 1761. 
Les « paysages philosophiques » sont arrangés de la manière qu'un peintre conçoit son tableau, et de nombreuses inscriptions poétiques sont destinées à faire réfléchir le promeneur. Le message de Girardin est empreint du rationalisme et de la physiocratie. 
L'« enclos des cultures » à l'est de l'actuel parc du château était le terrain d'expérimentations agronomiques mais portait aussi un plaidoyer pour une réforme sociale, visant à réduire la pauvreté dans les campagnes en permettant à chaque paysan de vivre du fruit de son travail[44]. 
Domaine départemental ouvert gratuitement au public[45], le parc actuel ne représente qu'une partie du parc initial, qui se départage entre trois propriétaires différents: le secteur ouest, appelé « le Désert », appartient à l'Institut de France, et le secteur nord appartient au domaine de l'hôtel-restaurant établi au château d'Ermenonville. Ces deux autres secteurs ne sont ouverts au public que de façon restreinte.
En 2019, le Département a étudié l'installation  dans le parc  d'une « magic walk » (promenade magique), à l'initiative des nouveaux propriétaires du château-hôtel situé devant le parc, projet  contesté par un collectif Jean-Jacques Rousseau qui souhaite  « que le parc reste un lieu de culture et de patrimoine »[46],[47], projet qui n'a pas eu de suite[48].

- Le château d'Ermenonville[49] a été inscrit monument historique en 1930[50], avec le parc nord. 
Ce bâtiment de style classique avec deux longues ailes latérales encadrant la cour d'honneur ouverte sur le parc Jean-Jacques-Rousseau de gauche et de droite. Les avant-corps des ailes latérales, de hauteur et de largeur réduites par rapport au bâtiment principal, sont ornés de frontons surbaissés richement sculptés, tout comme le corps central. Ce dernier est pourvu d'un balcon et de deux bas-reliefs sur les trumeaux du premier étage. Les décors de la façade se limitent aux Chaînages d'angle et aux modillons au milieu du linteau de chacune des fenêtres. 
C'est sous le seigneur Claude-Louis Lombard que le château a reçu son aspect extérieur actuel, en 1725. Le marquis René de Girardin fait ensuite dégager la cour des bâtiments qui l'encombraient, ouvrant ainsi la perspective sur le parc au sud. Il transforme aussi profondément l'intérieur pour en faire un lieu de vie agréable et confortable[51].
Le premier château fort d'Ermenonville avait été construit dès 987 à l'époque d'Hugues Capet, et au XVe siècle, le roi Louis XI y séjourne parfois. À la fin du XVIe siècle, le roi Henri IV qui venait souvent se reposer à Ermenonville a permis à son fidèle cavalier à la jambe de bois Dominique de Vic d'acquérir le château. 
Au XVIIIe siècle le château est transformé sur les fondations de l'ancien château fort, dont restent deux tours rondes à l'est et deux à l'ouest, ainsi que les douves. 
En 1754, le château (avec seigneurie et vicomté) est vendu au collecteur des impôts du roi Louis XV, René Hatte. Son petit-fils, le marquis René de Girardin, en hérite en 1762 et devient le propriétaire unique du domaine grâce au rachat des parts des autres héritiers[52]. 
Le château a été racheté par Antoine Haswani qui l'a réaménagé en hôtel-restaurant de standing[53]
Au nord du château subsiste le « Petit parc » le long d'un étang appelé la « Grande rivière », avec quelques fabriques de jardin de la fin du XIXe siècle. Cette partie de l'ancien parc d'Ermenonville de René de Girardin est réservée aux clients du hôtel-restaurant, qui peuvent y bénéficier de promenades en barque gratuites[54].

- L'église paroissiale Saint-Martin a été classée monument historique en 1914[55]. 
Ermenonville est érigée en paroisse par le chapitre de Notre-Dame de Senlis en 1213. La construction de l'église a commencé dès 1170 / 1180 par le clocher, mais s'est interrompue par la suite, et le voûtement du chœur n'est certainement pas achevé avant le second quart du XIIIe siècle. 
Tout le chœur appartient à la première période gothique. Au XIVe siècle, l'on commence à bâtir une nouvelle nef, mais il est probable que la guerre de Cent Ans ne permet pas de procéder à son voûtement. En 1528, les paroissiens décident un important programme de réparation de l'église, principalement du chœur et des toitures. Six ans plus tard, ils veulent doter l'église d'une nouvelle nef. Ce chantier dure de 1534 à 1540, ce qui n'est pas bien long, puisque les grandes arcades du XIVe siècle sont maintenues. 
Les voûtes de la nef et les bas-côtés, presque entièrement reconstruites, affichent le style gothique flamboyant. Quelques fenêtres sont encore refaites un peu plus tard. En 1614 / 1615, le seigneur Méry de Vic dote le sanctuaire d'un retable représentatif, avec un tableau de la Charité de Saint-Martin, patron de l'église. 
Le 25 mai 1625, Dominique de Vic est consacré archevêque de Corinthe en l'église Saint-Martin. 
Entre 1883 et 1886, l'église est soumise à un important programme de restauration, qui enlève en partie l'authenticité du monument, mais respecte globalement les dispositions d'origine. Ces travaux sont en grande partie financés par le prince Constant Radziwiłł et son épouse la princesse Louise, née Blanc, qui offrent également à l'église un riche mobilier néo-gothique de grande qualité[56],[57].

- L'ermitage de Jean-Jacques Rousseau, dite « la cabane du Bonhomme » avant l'arrivée du philosophe, au site du « Désert », a été inscrit monument historique en 1933[58]. 
Cette cabane simple couverte de chaume est la plus ancienne des fabriques du parc. Le philosophe y passait des journées entières à méditer et contempler la nature. À son souvenir, une inscription « Jean-Jacques est immortel » a été portée sur un rocher en face. Devant la cabane, des bancs de mousse invitaient au repos. Nombreux sont les vers de Rousseau gravés sur les rochers des alentours. 
Le lieu était initialement consacré à la célébration de l'œuvre de Rousseau, « Julie ou la Nouvelle Héloïse[59]. L'ermitage de Jean-Jacques Rousseau n'est pas accessible au public, sauf dans le cadre des visites guidées du Désert organisées par le parc Jean-Jacques-Rousseau.

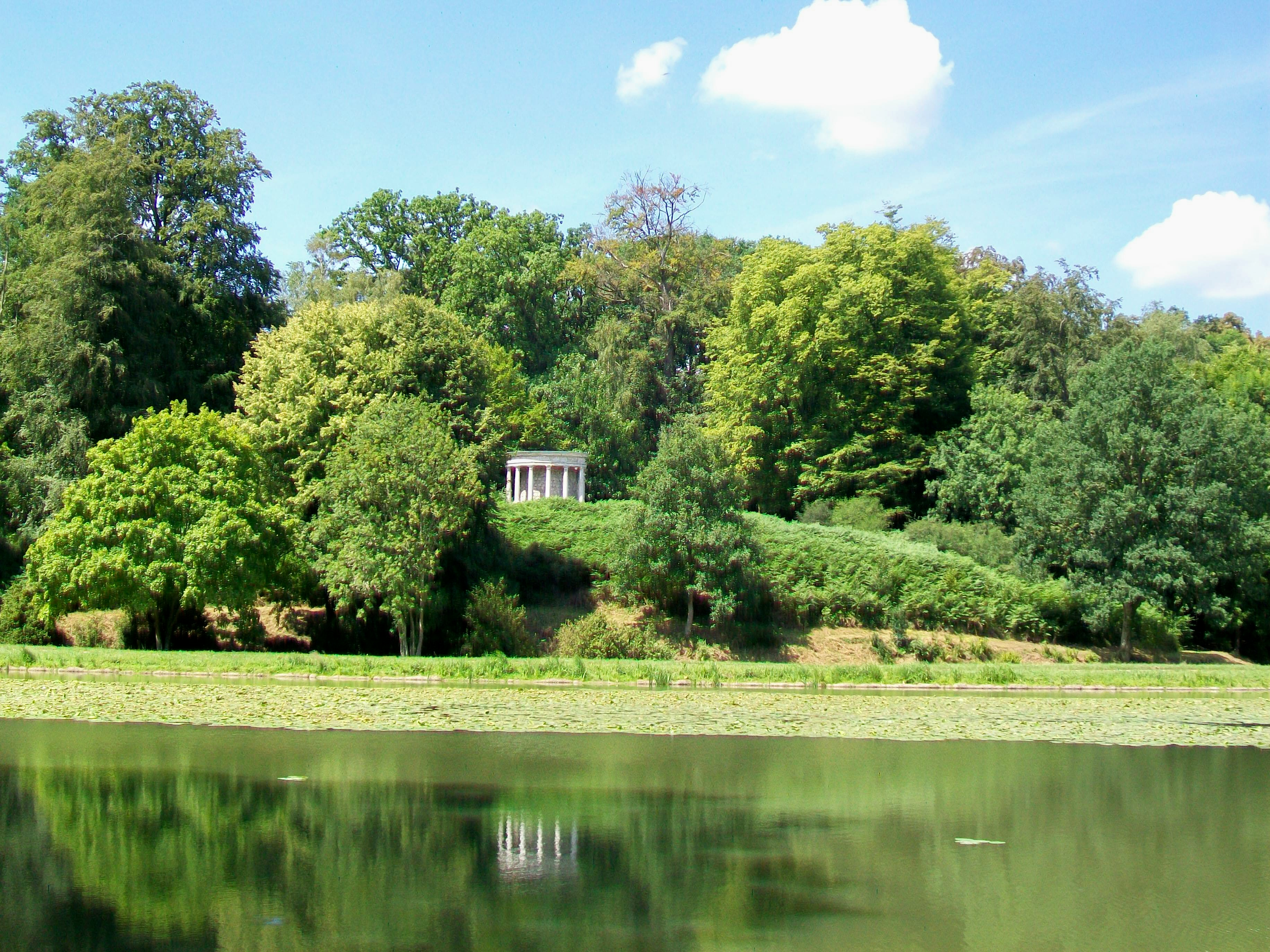
Parc Jean-Jacques-Rousseau, Petit étang et Temple de la philosophie moderne.
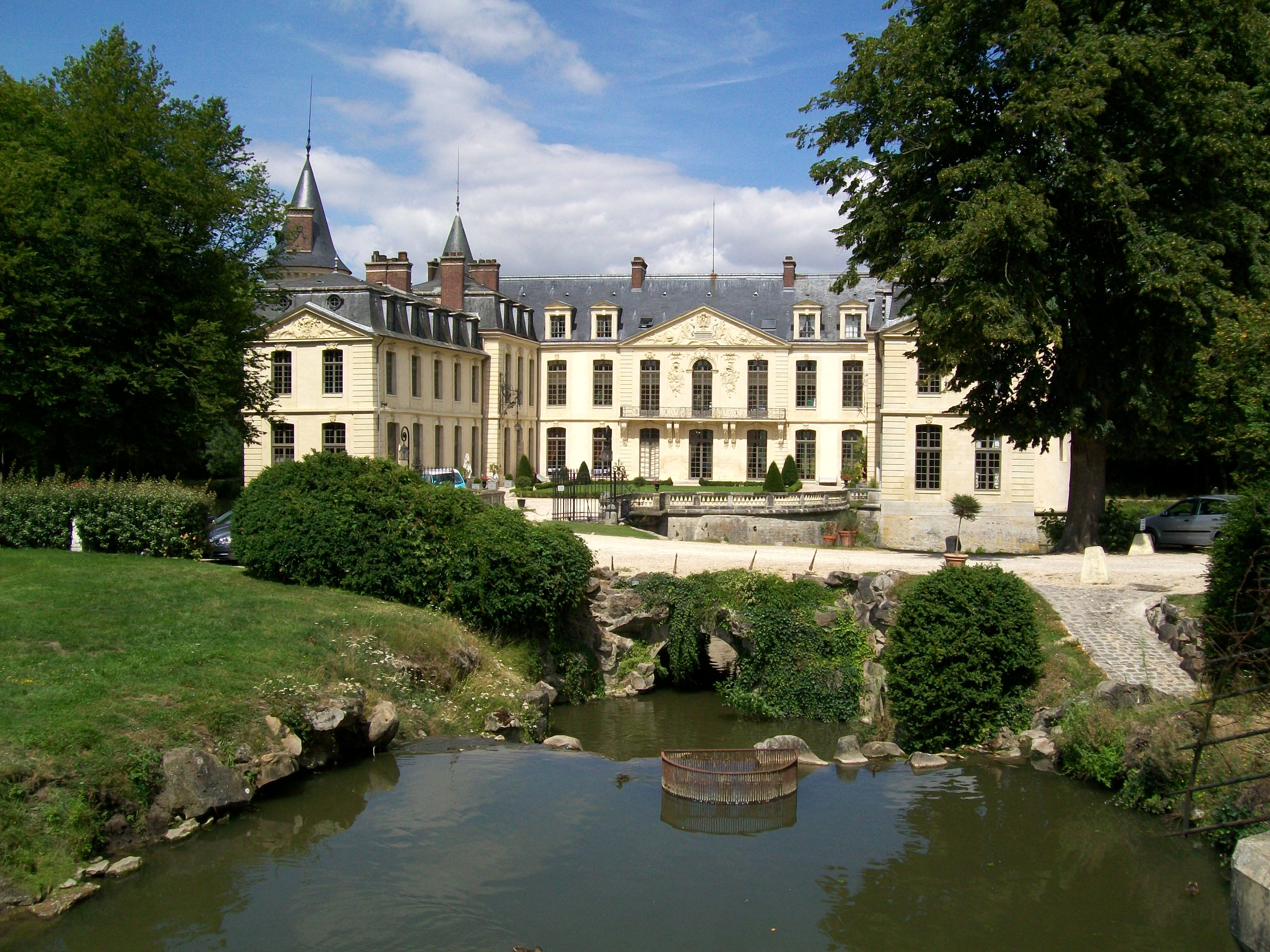
Château d'Ermenonville, façade sud tournée vers le Grand parc et cour d'honneur.
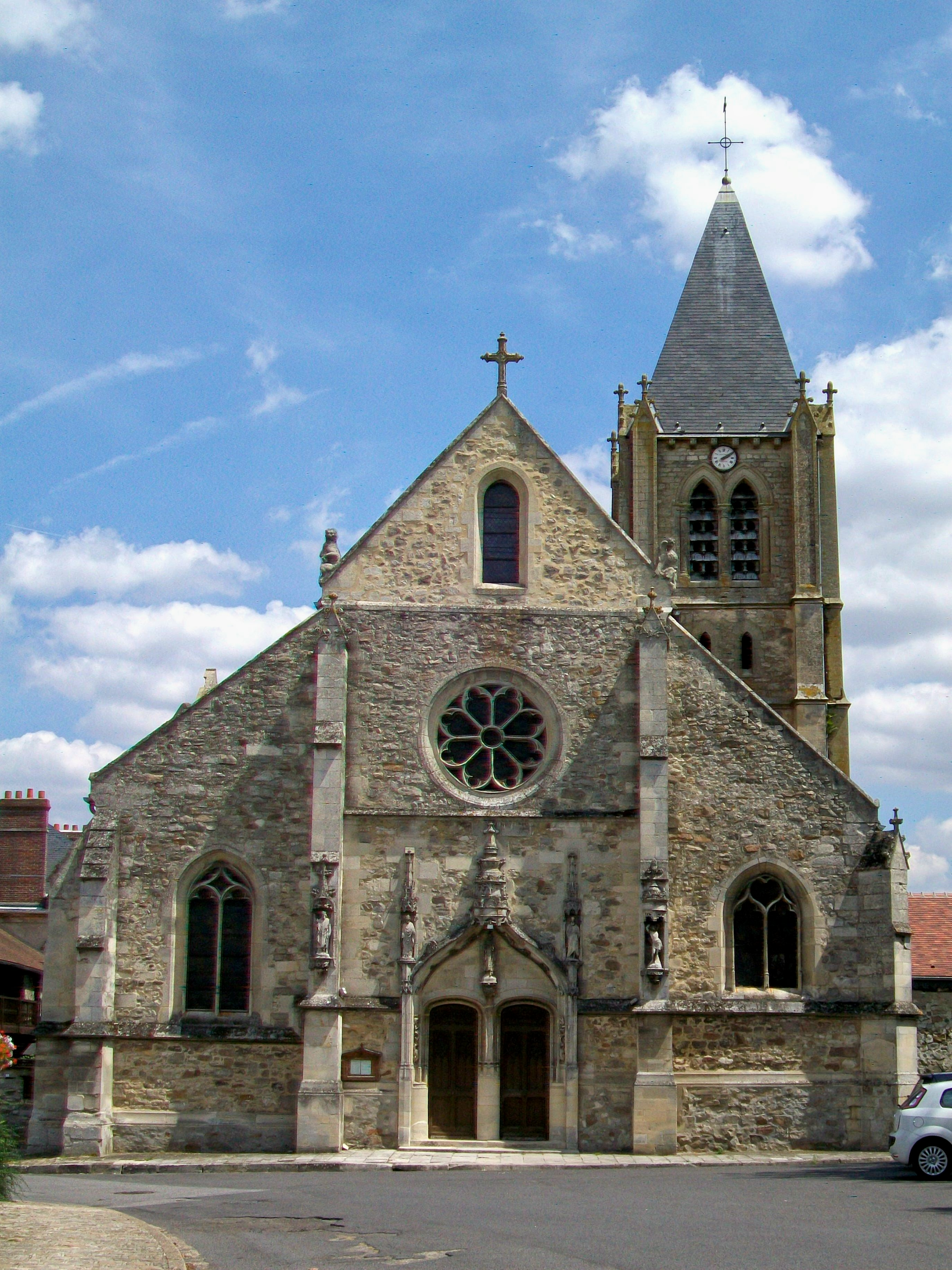
La façade ouest de l'église Saint-Martin, dans son aspect depuis les restaurations des années 1880.
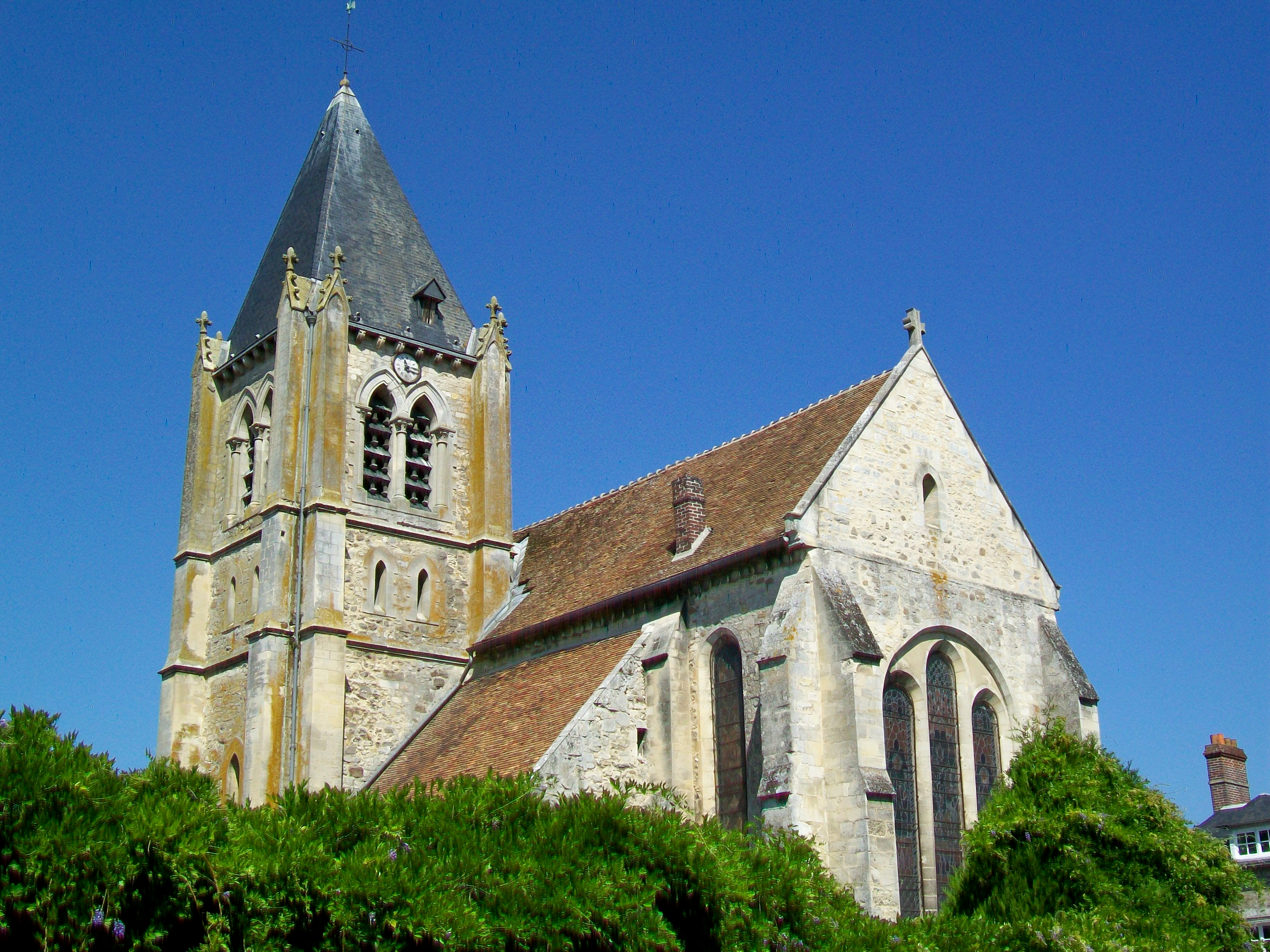
L'église Saint-Martin depuis l'est, avec son chœur du début du XIIIe siècle.
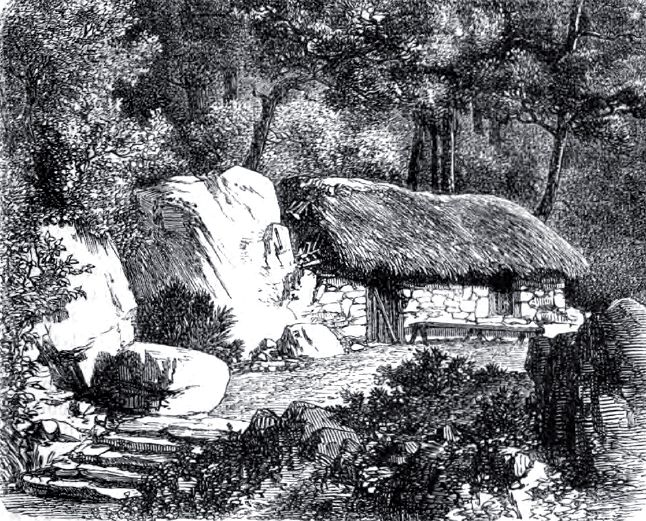
La « cabane du philosophe » au « Désert », où Rousseau passait de longues heures lors de son séjour en 1778.

On peut également signaler : 
- Le site du Désert : 
Appelé également parc ouest, ce secteur du parc d'Ermenonville comprenait les alentours des deux étangs, l'étang du Désert et l'étang des Crapauds. Il reste dans son intégralité dans la famille de Girardin jusqu'en 1874, année de la mort d'Ernest-Stanislas de Girardin, petit-fils de René de Girardin. Le domaine passe alors à un membre de la branche cadette des Girardin[60], qui, endetté, vend aussitôt le secteur du parc appelé « le Désert », au nord-ouest, à Paméla Hainguerlot[61]. 
Le Désert est mis en vente pour une deuxième fois, avec le domaine de Chaalis, en 1902, et l'ensemble est acquis par Nélie Jacquemart-André, qui le lègue à l'Institut de France à l'instar du duc d'Aumale avec le domaine de Chantilly. 
L'Institut devient donc propriétaire du désert en 1912, année du décès de Nélie, et le reste à ce jour. 
Le Désert n'a jamais été aménagé comme jardin anglais ; la nature y a toujours régné en maîtresse et les aménagements du marquis de Girardin se sont limités à l'ajout de quelques fabriques simples et probablement la création de sentiers. La fabrique la plus connue est la cabane du philosophe mentionnée ci-dessus. 
Le Désert est désormais privé de la plupart des surfaces dégagées, avec étendues sablonneuses, genêts, landes et bruyères, en raison de la décimation de la population de lapins dans les années 1950 à la suite de l'apparition de la myxomatose. Les pins et bouleaux ont rapidement envahi l'espace[62]. 
Ainsi, le Désert ne ressemble plus que vaguement à ce qu'il avait encore été au début du XXe siècle[63]. L'Institut de France a loué les étangs au comité d'entreprise d'Aéroports de Paris comme étangs de pêche. 
Le site du parc Jean-Jacques-Rousseau n'est accessible qu'en visite guidée, proposée par le parc Jean-Jacques-Rousseau les week-ends de début avril à fin septembre, sans horaires fixes[64]. Le tarif est celui du billet combiné pour le parc Jean-Jacques-Rousseau et l'abbaye de Chaalis (7 euros pour le billet plein tarif en 2011)[65].

- La forêt d'Ermenonville

- La Mer de sable[66], sur la RN 330 au nord-ouest de la commune, en face de l'abbaye de Chaalis est le premier parc à thème français, créé en 1963 par Jean Richard dans la forêt d'Ermenonville, sur une zone où la terre de bruyère retirée pour alimenter le marché parisien a laissé place à une grande étendue sablonneuse[67], propice à la création de décors paysagers du Far West américain. Ses thèmes principaux sont l'aventure, la découverte et l'évasion. Le parc est plutôt destiné aux enfants de moins de quatorze ans[68]. En 2016, le parc propose vingt-quatre attractions et quatre spectacles. On y trouve également plusieurs restaurants et des boutiques thématisées. En 2021, le parc a accueilli, malgré les contraintes sanitaires liées à la pandémie de Covid-19 en France, plus de 265 000 visiteurs, contre près de 340 000 en 2019[69]

- Le monument pour Jean-Jacques Rousseau, sur la petite place Jean-Jacques-Rousseau, rue du Prince-Radziwill : 
exécuté en 1908 par le sculpteur beauvaisien Henri-Léon Greber (1855-1944)[70], il représente le philosophe assis sur un bloc de rocher, vêtu selon la mode de convenance à l'époque, appuyant la main droite sur la canne de voyage et regardant vers un point lointain. En haut à gauche, une muse représentée comme jeune femme à torse nu qui semble veiller sur Rousseau en le protégeant d'un voile qu'elle soulève avec son bras droit. Avec sa main gauche, elle repousse les branches d'un buisson que l'on voit en haut à droite.
- La fontaine de la place Jean-Jacques-Rousseau, rue du Prince-Radziwill : 
érigée en 1911 par les habitants en hommage aux bienfaiteurs de la commune, la princesse et le prince Constantin de Radziwiłł (1850-1920), alors propriétaires du parc et du château d'Ermenonville[Note 5]. 
De style néo-Renaissance, la fontaine se présente comme un portail plein cintre muré, avec deux colonnes doriques non cannelées supportant un linteau ainsi qu'un fronton en arc de cercle, orné tout en haut par une tête de Neptune. Le tympan se présente comme une coquille Saint-Jacques renversée. L'eau est dispensée par un simple robinet.
- Le lavoir, rue René-de-Girardin, au sud du pont de la Lanterne, sur la Launette : 
Situé sur l'emprise du parc Jean-Jacques-Rousseau, coincé entre le barrage de l'étang inférieur du parc et le pont, il est constitué d'un bassin, de deux plates-formes à gauche et à droite, avec des murs de soutènement rehaussés vers l'extérieur, et de toits en appentis sur les plates-formes. 
La couverture est en ardoise. Le barrage arrive au niveau des gouttières, soit environ 1,50 m au-dessus du niveau des plates-formes. L'on y descendait depuis la rue, elle aussi surplombant le lavoir, par des escaliers ; un de chaque côté. Côté ouest, subsiste toujours un genre de potager ayant servi au réchauffement de l'eau.
- Ruines du relais de chasse « la Foursière », sur une route forestière « la prairie Secheron » qui part de la RN 330, après l'étang du Désert, côté droit (est) : 
petite tour ronde, avec un étroit chemin de rond autour du premier étage, pris dans l'épaisseur de la tour, avec un toit en poivrière. Subsistent en outre des vestiges des murs. - Foursière ou froissière signifie réservoir rempli de carpes[71], ce qui peut expliquer l'existence d'une tour de guet à cet endroit.

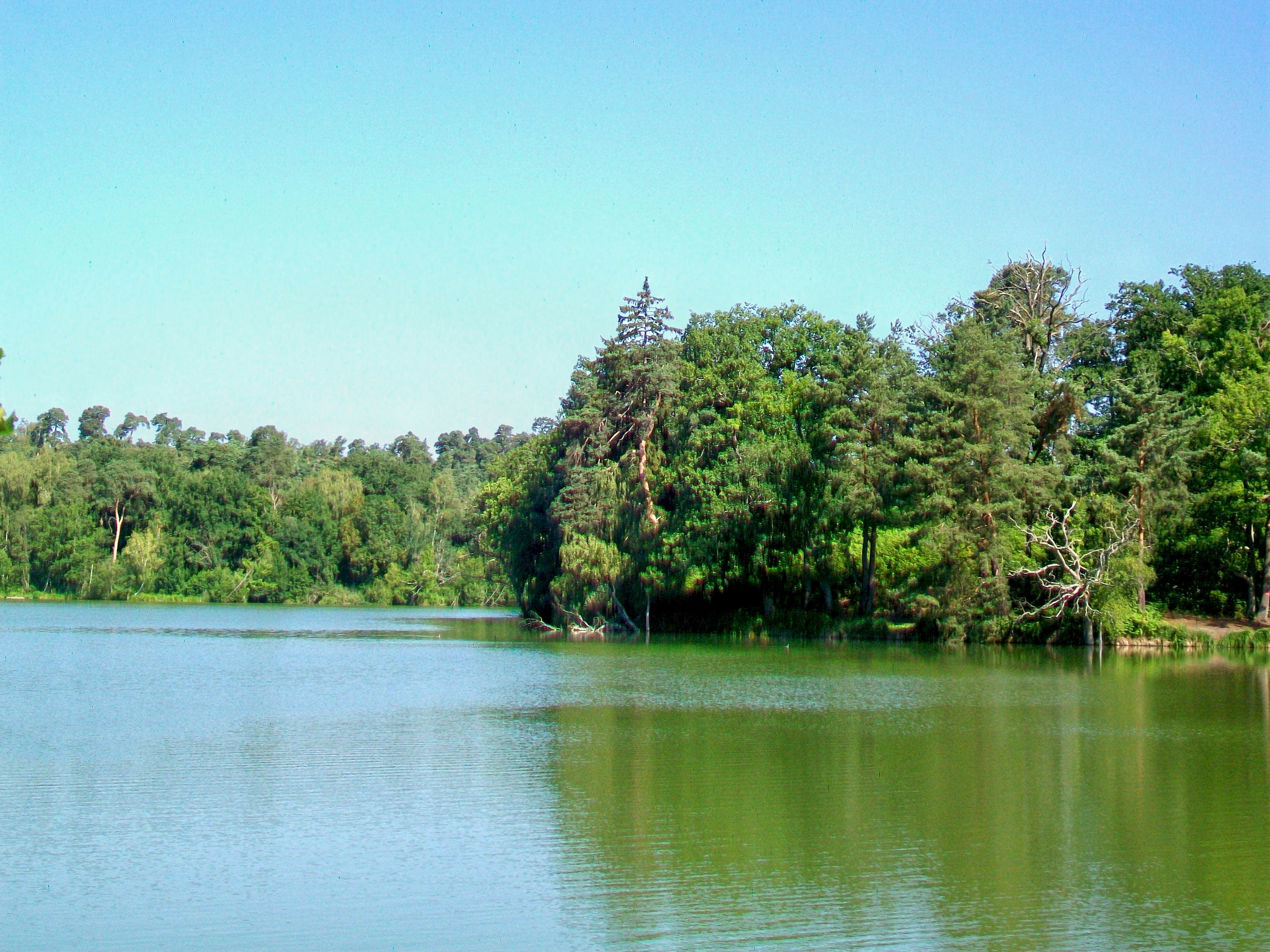
L'étang du Désert ; vue depuis l'ouest de la RN 330.
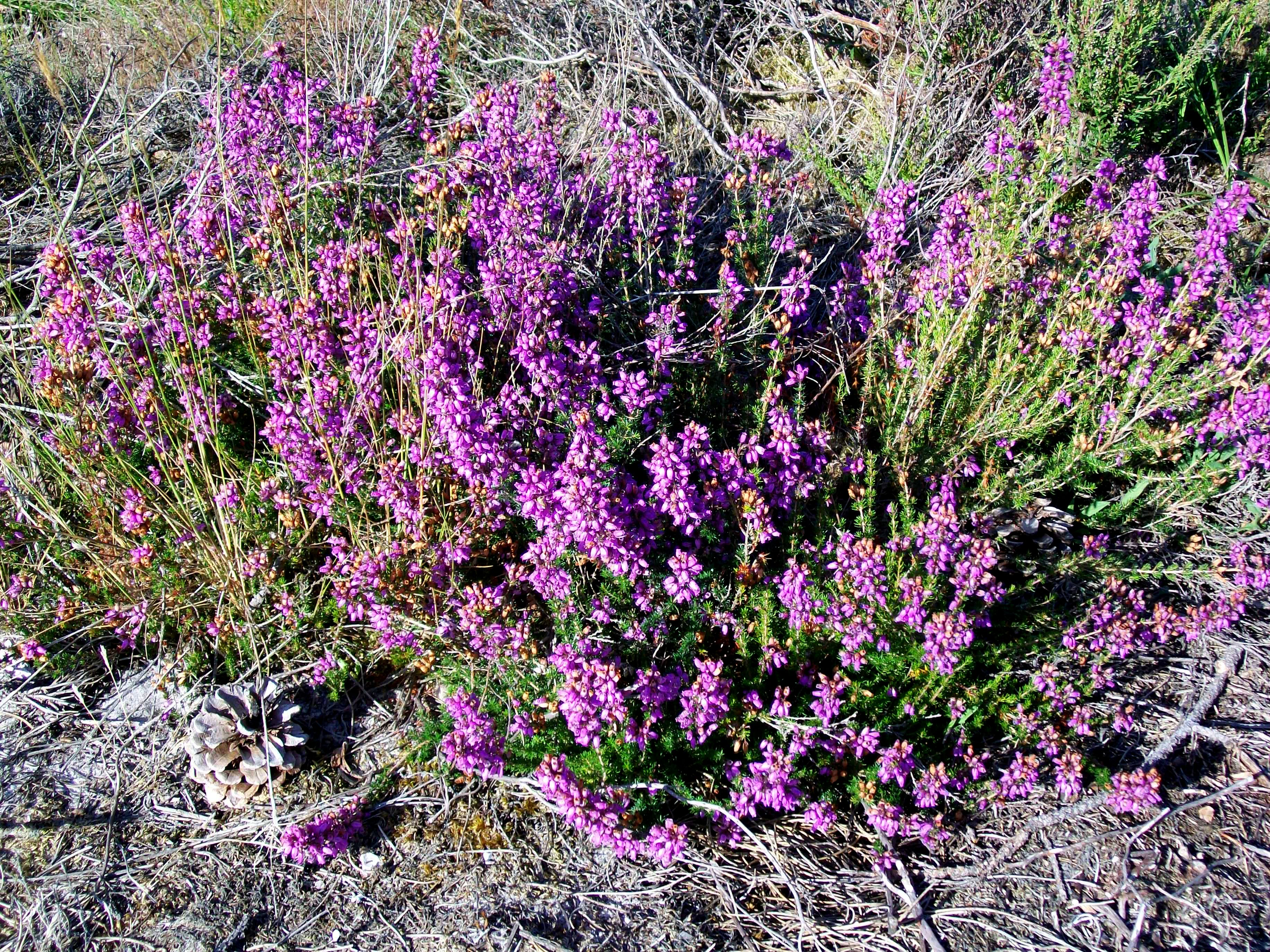
Bruyère cendrée, près de la route de la Haute-Chaume.
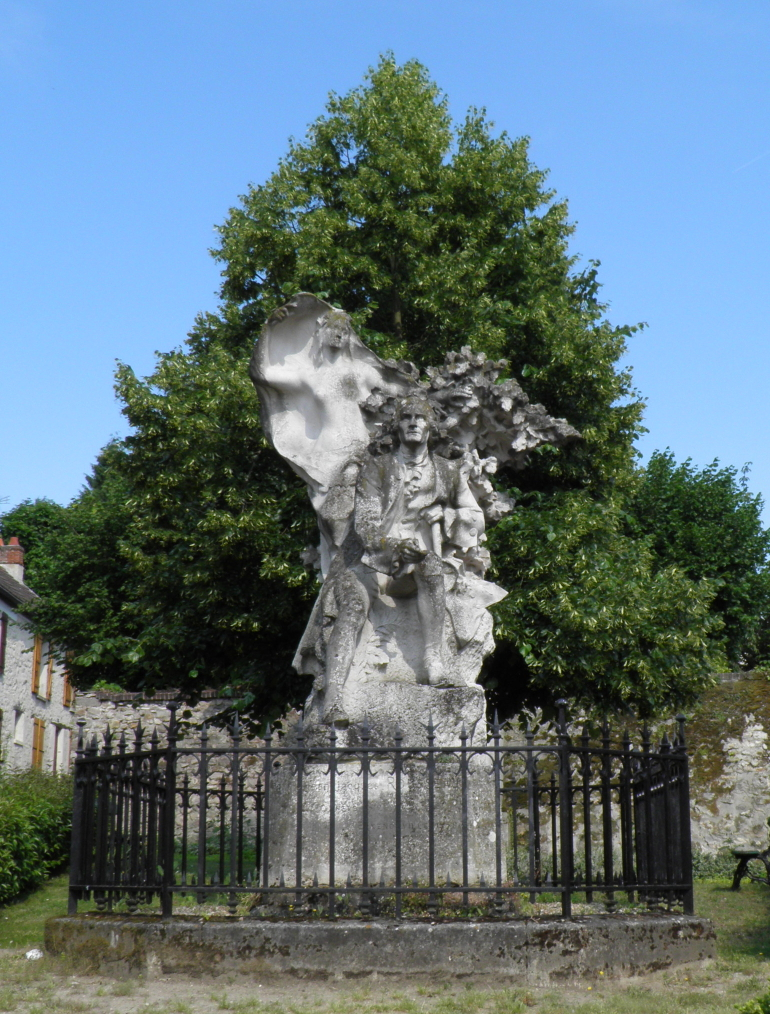
Monument pour Jean-Jacques Rousseau de 1908.
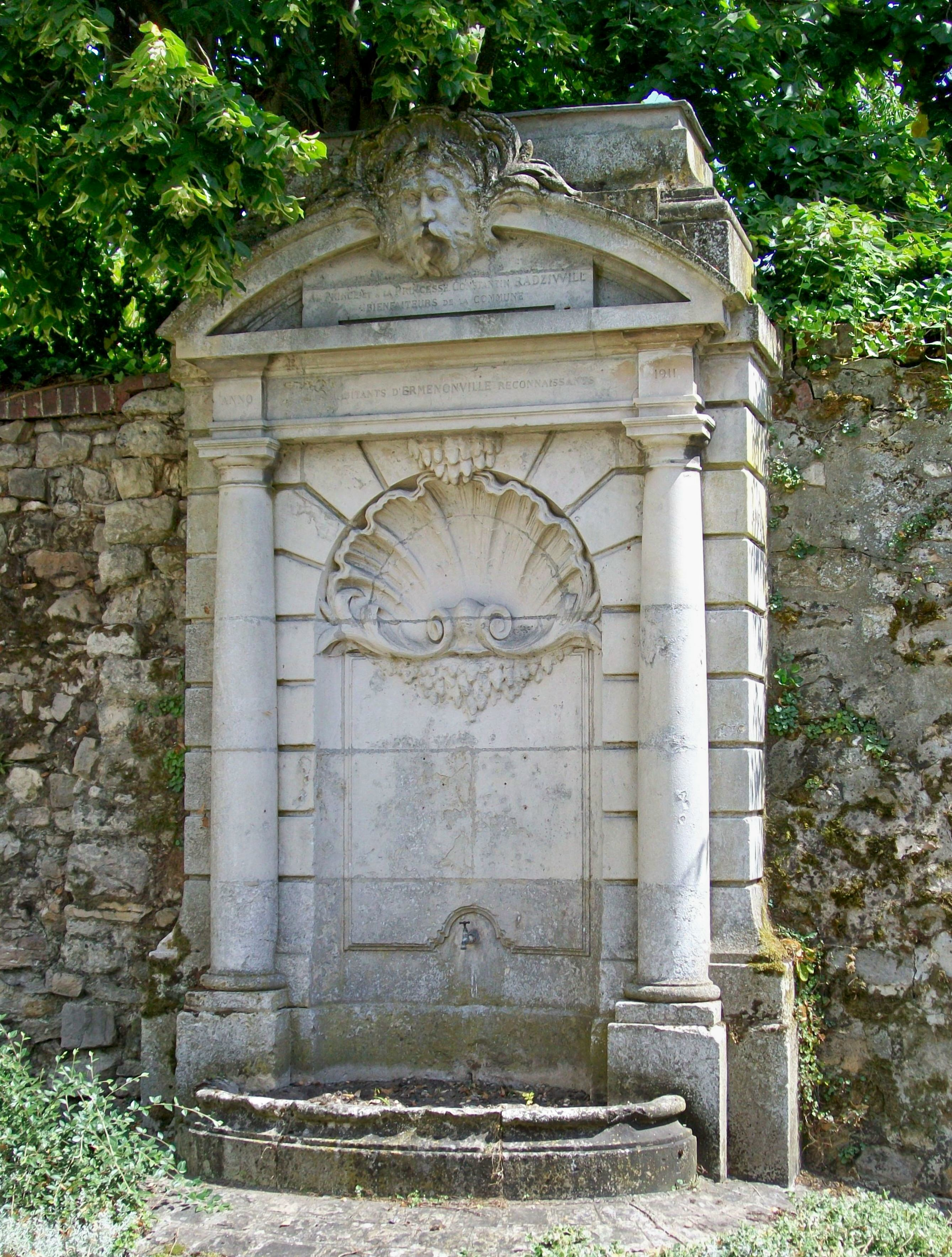
La fontaine de la place J.-J.-Rousseau.
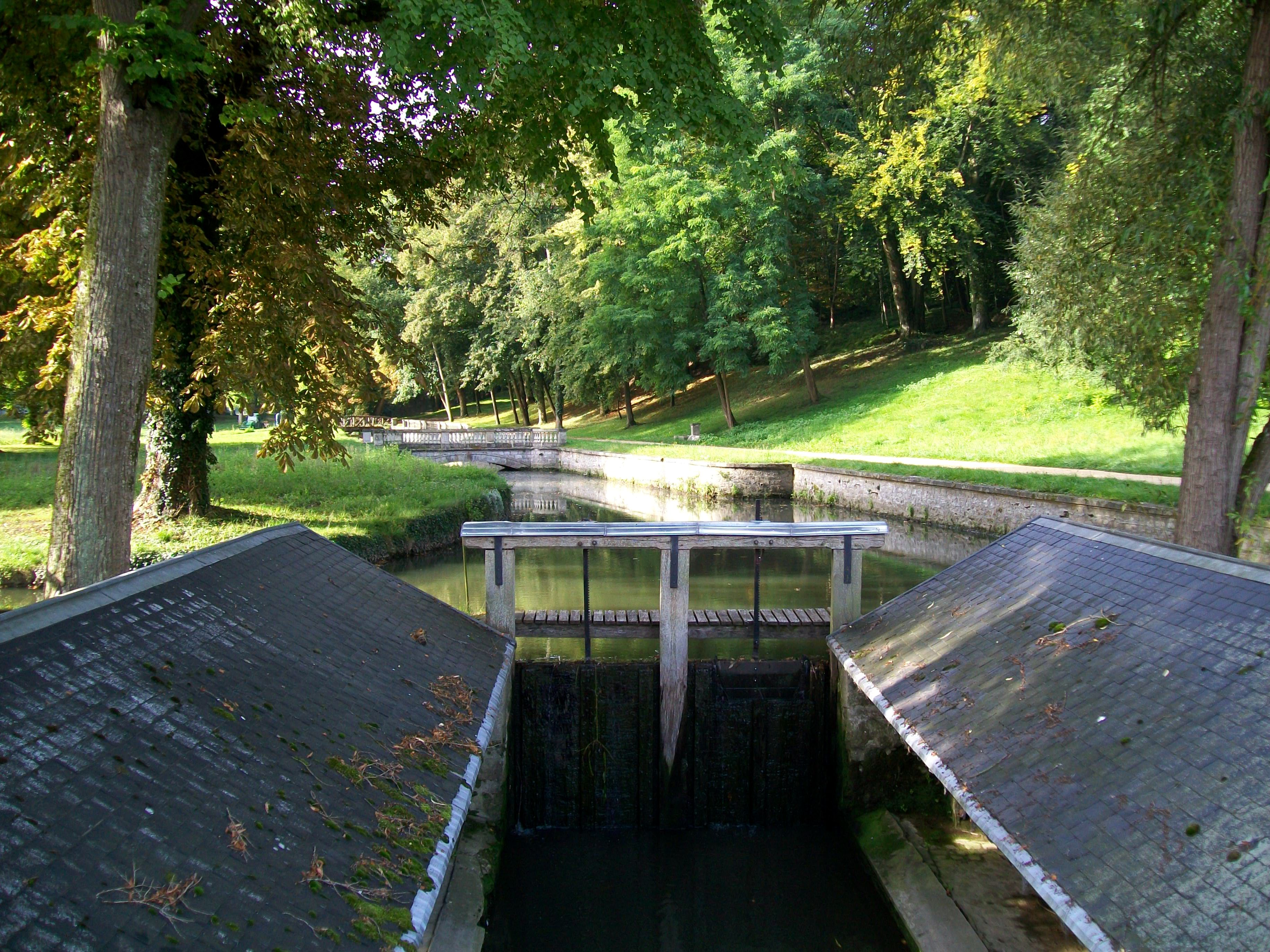
Le lavoir sur la Launette, rue René-de-Girardin.

### Personnalités liées à la commune
- Jean-Jacques Rousseau (1712-1778) : écrivain, philosophe et musicien genevois, décédé à Ermenonville où il avait passé les dernières semaines de sa vie.
- Le marquis de Girardin (1735-1808) : seigneur d'Ermenonville et créateur des jardins d'Ermenonville.
- Louis Genty (1743-1817), homme politique, député du Loiret de 1791 à 1792.
- Constantin Radziwiłł (1850-1920) et son fils Léon (1880-1927 : ami et modèle de Marcel Proust), propriétaires du château d'Ermemonville de 1874 à 1927. La place de la mairie porte son nom.
- Hans Bellmer (1902-1975) : peintre, photographe, graveur, dessinateur et sculpteur surréaliste franco-allemand, résidant régulièrement à Ermenonville.
- Unica Zürn (1916-1970) : artiste et écrivain allemande, résidant souvent à Ermenonville avec son conjoint Hans Bellmer, à partir de 1953.
- Jean Richard (1921-2001) : comédien et directeur de cirques, créateur du parc d'attraction « La Mer de sable » et d'un zoo aujourd'hui disparu, sur sa propriété du Moulin Neuf au nord de la commune, y est inhumé.
- Christian Marin (1929-2012), comédien et humoriste, y est inhumé.

### Héraldique
| Blason de Ermenonville | Blason  | De gueules à la foi d'argent mouvant des flancs, surmontée d'un écusson d'azur bordé d'or et chargé d'une fleur de lys du même. |
| Blason de Ermenonville | Détails | Le statut officiel du blason reste à déterminer.                                                                                |